# Stazione di Jung-dong (Bucheon)
La stazione di Jung-dong (중동역 - 中洞驛, Jung-dong-nyeok) è una stazione ferroviaria situata nel quartiere di Sosa-gu della città di Bucheon, nell'area metropolitana di Seul, in Corea del Sud. La stazione è servita dalla linea Gyeongin e percorsa dai treni della linea 1 della metropolitana di Seul.

## Linee e servizi
Korail
● Linea 1 (ufficialmente, linea Gyeongin) (Codice: 149)

## Struttura
La stazione è costituita da due marciapiedi a isola con quattro binari totali. Il fabbricato viaggiatori è a ponte sopra il piano del ferro.
| 1   | ● Linea 1        | Locali per Bucheon, Guro, Yongsan, Seul, Cheongnyangni e Soyosan |
| 2-3 | ■ Linea Gyeongin | Binario di servizio per i treni veloci che transitano            |
| 4   | ● Linea 1        | Locali per Bupyeong, Juan, Dong-Incheon e Incheon                |

## Stazioni adiacenti
| «                          | Servizio | »       |
| Linea 1                    | Linea 1  | Linea 1 |
| -------------------------- | -------- | ------- |
| Bucheon                    | Locale   | Songnae |
| L'espresso A e B non ferma |          |         |